# Малое Эскино
Малое Эскино — деревня в Фировском районе Тверской области. Входит в состав Великооктябрьского сельского поселения.

## География
Деревня находится на расстоянии 8 км к юго-востоку от посёлка городского типа Фирово, административного центра района.

### Часовой пояс
Деревня Малое Эскино, как и вся Тверская область, находится в часовой зоне МСК (московское время). Смещение применяемого времени относительно UTC составляет +3:00.

## История
Входила в состав Кузнецовской волости Вышневолоцкого уезда. В 1859 году в деревне насчитывалось 5 дворов, 34 жителя. По данным 1886 года — 8 дворов, 51 житель.

## Население
| 2010 |
| ---- |
| 1    |